# MSC Preziosa
Le MSC Preziosa est un paquebot de MSC Croisières, construit  aux Chantiers de l'Atlantique de Saint-Nazaire (STX France).

## Histoire
Le navire a été commandé par la compagnie libyenne d'Etat GNMTC (General National Maritime Transport Company) pour une valeur de près de 565 Millions d'euros, mais, à la suite de la chute du régime du colonel Mouammar Kadhafi, la GNMTC n'a pas pu finir de payer le navire. La construction du navire étant déjà bien entamée, STX contacte MSC Croisières (client historique des chantiers) pour leur proposer le navire en construction ; après réflexion MSC décide de reprendre le navire en construction et d'en faire le quatrième navire de Classe Fantasia. 
La conception originale a été modifiée de manière à rendre MSC Preziosa encore plus semblable aux sisterships de la Classe Fantasia, avec 137 936 unités de jauge brute, 333 mètres de long et 37.9 de large et 1 751 cabines, 100 de plus que les autres sœurs de la classe. 
Le 12 octobre 2012, comme le veut l'ancienne tradition maritime, a eu lieu dans les chantiers navals de STX la cérémonie des médailles. Au chantier naval de Saint-Nazaire en France, a été installé Vertigo, un toboggan aquatique long de plus de 120 mètres. C'est alors le plus long toboggan jamais vu sur un bateau de croisière. C'est l'une des nouveautés du bateau qui a été baptisé à Gênes le 23 mars 2013.
Il est livré à la compagnie le 14 mars 2013 en présence d’Arnaud Montebourg, alors ministre du redressement productif en déplacement à Saint-Nazaire. 
Une croisière pré-inaugurale le mène vers Marseille puis Gênes, où il est baptisé le 23 mars 2013 par l’actrice italienne Sophia Loren.

### MSC Yacht Club
Le MSC Yacht Club est une zone privée du bateau composée de cabines et de suites destinées à une clientèle privilégiée. Les hôtes résidents dans cette partie du navire disposent d'espaces publics qui leur sont réservés (bars, piscine, restaurant ou encore discothèque). Un service de majordome est également proposé aux passagers du club.

## Caractéristiques
Les cabines pour les passagers sont réparties sur les ponts 5 et 8 à 13, plus les ponts 15 et 16 pour le MSC Yacht Club. Le navire comprend 134 suites, 1133 cabines avec balcon, 116 cabines avec vue sur la mer et 405 cabines intérieures. Il y a deux restaurants principaux (The Golden Lobster et L'Arabesque), deux restaurants en self-service communicants (Inca et Maya) dont l'utilisation est incluse dans les forfaits de croisière. Des prestations payantes en plus dans plusieurs restaurants de spécialités et certains bars proposent aussi la possibilité de déjeuner ou dîner. Il y a enfin celui réservé au MSC Yacht Club (La Palmeraie).

### Ponts
- Pont 4 - Ambra
- Pont 5 - Corallo
- Pont 6 - Diamante
- Pont 7 - Rubino
- Pont 8 - Onice
- Pont 9 - Agata
- Pont 10 - Tormalina
- Pont 11 - Giada
- Pont 12 - Opale
- Pont 13 - Ametista
- Pont 14 - Smeraldo
- Pont 15 - Cristallo
- Pont 16 - Acquamarina
- Pont 18 - Topazio

### Vertigo et Château Doremi Aqua Parc
Le MSC Preziosa possède le plus long toboggan au monde à bord d'un paquebot, le Vertigo. La longueur du toboggan est de 120 mètres et il possède une partie vitrée transparente, faisant saillie au dessus de la mer.
Dans l’espace principal sur le pont 16 du navire, le Château Doremi Aqua Parc (Doremi Castle), est constitué d’une plateforme aquatique équipée de multiples jets, de fontaines et de pistolets à eau conçus pour divertir et rafraîchir les passagers.

### Eataly et MSC Croisières
Les deux premiers restaurants Eataly sont à bord du MSC Preziosa.